# Tomba dei Rilievi
La tomba dei Rilievi è una tomba ipogea etrusca risalente alla fine del IV secolo a.C., scoperta nella necropoli della Banditaccia a Cerveteri, nel 1847.

## Descrizione

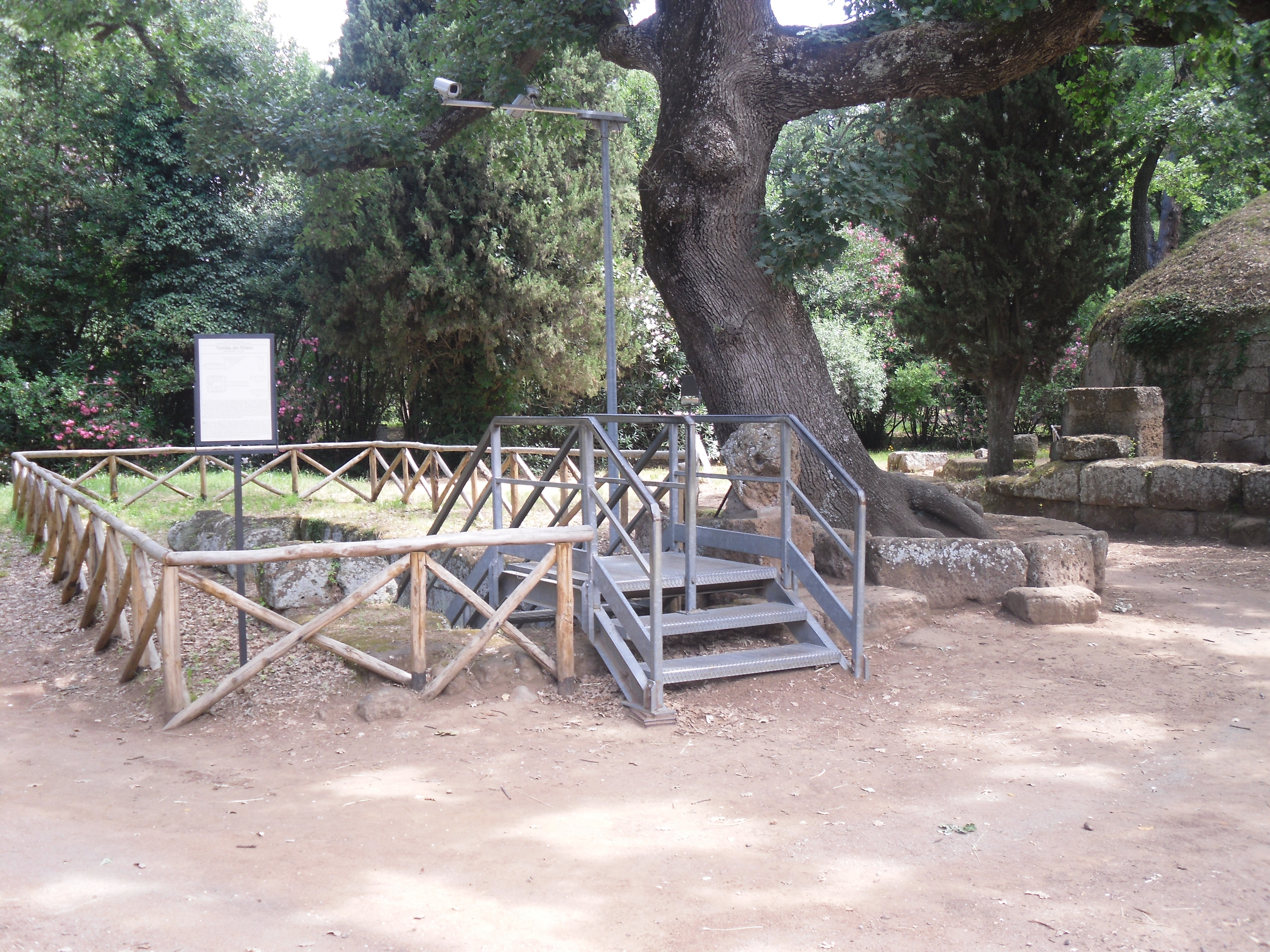
L'ingresso alla tomba

La tomba, che apparteneva alla famiglia Matuna secondo le incisioni poste all'interno della camera,  conserva tutti gli arredi, gli oggetti che accompagnavano i defunti appesi alle pareti, ed è l'unica tomba etrusca decorata con rilievi in stucco insoliti rispetto ai consueti affreschi. La tomba è lunga 7.7 metri, larga 6.5 metrie ed alta 2.6 metri.
La camera rettangolare, attraversata da un dromos a gradini ripidamente discendente, presenta due capitelli di stile ionico, che sembrano sorreggere un tetto a doppio spiovente. Il centro della stanza è circondato da una piattaforma rialzata, la quale è separata da alcune sporgenze basse nei 32 spazi dove sono deposti i morti. Sopra di esse ci sono 12 nicchie scolpite oblunghe nelle pareti, che hanno dato più spazio per contenere più corpi. Le nicchie sono modellate dopo i letti con cuscini in stucco. La nicchia centrale nella parete posteriore, più profonda delle altre, ha permesso ad una coppia deceduta di essere messa fianco a fianco. Sotto la nicchia centrale sono presenti i rilievi di Cerbero e di un demone non identificato proveniente dall'oltretomba. Il demone ha la coda da un membro di 30 cm un timone e un serpente. Due busti danneggiati sulle lesene che fiancheggiano la nicchia centrale la quale probabilmente raffigurano le divinità etrusche Aita e Phersipnai.
I muri e le due lesene sono decorate con rilievi in stucco di oggetti della vita quotidiana. Tra i soggetti dei rilievi sono inclusi anche oggetti domestici, animali domestici e una tabula Lusoria. Alcuni oggetti simboleggiano il potere della famiglia Matuna come magistrati, come una sedia pieghevole e delle corna in avorio e un lituo. Le loro prodezze marziali vengono mostrate tramite i vari elmetti, armature, scudi e armi. Le decorazioni danno un'impressione realistica dell'interno delle case etrusche. Di fatto l'armadio ancora non era conosciuto, gli oggetti venivano appesi ai muri. L'unico mobile presente nella tomba è la cassapanca ai piedi della nicchia centrale nella parete posteriore. Essa potrebbe essere stata utilizzata per depositare gli oggetti di valore. Il materiale (probabilmente il lino) ripiegato sopra questa cassa veniva utilizzato per la scrittura, ad esempio testi religiosi o registri familiari.

### Annotazioni
1. ↑  L'iscrizione tradotta recita : Vei Matunas, figlio di Laris, ha fatto costruire questa tomba.  Tomba dei Rilievi, su tarquinia-cerveteri.it. URL consultato l'11 agosto 2024.

### Fonti
1. ↑  Steingräber 2006, p. 310
2. ↑  Steingräber 2006, p. 262
3. ↑  Steingräber 2006, p. 20
4. 1 2 3   Tomba dei Rilievi, su tarquinia-cerveteri.it. URL consultato l'11 agosto 2024.
5. 1 2  Sybille 2000, p. 318